# The Voice Kids (Germania)
The Voice Kids è un programma televisivo tedesco di genere talent show, creato da John de Mol. È la versione junior di The Voice of Germany, andata in onda per la prima volta su Sat.1 il 5 aprile 2013.
Basato sul format originale The Voice Kids of Holland, il programma è stato sviluppato per bambini di età compresa tra 7 e 15 anni e viene prodotto all'interno degli Studi Adlershof, a Berlino.
Il programma si svolge in cinque fasi: provini, audizioni alla cieca (blind auditions), eliminazione a gruppi, sing-off e finale. Finora i vincitori sono stati undici: Michèle Bircher (12), Danyiom Mesmer (14), Noah-Levi Korth (13), Lukas Janisch (13), Sofie Thomas (11), Anisa Celik (10), Mimi & Josefin (13 e 15), Lisa-Marie Ramm (15), Egon Werler (15), Georgia Balke (11) ed Emma Filipović (14).
A partire dalla prima stagione il conduttore principale è stato Thore Schölermann. Chantal Janzen è stata introdotta come seconda presentatrice dal 2015, per poi essere sostituita dal 2017 al 2018 da Debbie Schipperse e dal 2019 da Melissa Khalaj. 
I giudici della stagione 2023 sono stati Lena Meyer-Landrut, Álvaro Soler, Wincent Weiss e la coppia Michi Beck & Smudo. Altri giudici delle stagioni precedenti sono stati: Stefanie Kloß, Henning Wehland, Tim Bendzko, Johannes Strate, Mark Forster, Sasha Schmitz, il duo Nena & Larissa Kerner, Max Giesinger, il duo The BossHoss e la band Deine Freunde, di Lukas Nimscheck & Flo Sump.